# Ammospermophilus leucurus
Il citello antilope dalla coda bianca (Ammospermophilus leucurus (Merriam, 1889)) è uno scoiattolo appartenente al genere dei citelli antilope (Ammospermophilus). È diffuso in alcune parti degli Stati Uniti occidentali e in Messico (Bassa California).

## Descrizione
I maschi di citello antilope dalla coda bianca raggiungono una lunghezza testa-tronco di circa 18,8-22,0 centimetri, ai quali si aggiungono 4,2-7,1 centimetri di coda, e un peso compreso tra 103,7 e 116,8 grammi. Le femmine, d'altro canto, raggiungono una lunghezza testa-tronco di circa 20,2-21,6 centimetri, ai quali si aggiungono 5,5-6,6 centimetri di coda, e un peso compreso tra 96,2 e 104,5 grammi. Questi citelli hanno la testa e il dorso di colore variabile dal grigio al grigio ardesia, con una striscia bianca che corre lungo ogni lato del corpo. Il ventre va dal bianco al crema. Il muso e le zampe presentano delle sfumature che vanno dall'arancio chiaro al ruggine. La coda è di colore grigio brizzolato con la parte inferiore biancastra e una fascia nera nei pressi dell'estremità. È presente un anello orbitale chiaro.

## Distribuzione e habitat
La specie è diffusa negli Stati Uniti dall'Oregon meridionale e dalla California orientale al Colorado, allo Utah, al Nevada, al Nuovo Messico e all'Arizona, nonché nella penisola messicana della Bassa California.

## Biologia
Questo citello è diurno e attivo tutto l'anno: non va in estivazione né immagazzina riserve di grasso, nonostante le temperature torride delle aree desertiche in cui vive. Tuttavia, a differenza di altre specie proprie di questi ambienti, necessita di bere acqua per sopravvivere. Affronta il problema della termoregolazione riducendo le attività nelle ore più calde della giornata; inoltre, la sua coda, ricoperta da peli radi, sembra essere particolarmente utile per dissipare il calore. Il citello antilope dalla coda bianca vive in tane poco profonde (meno di un metro di profondità) sparse attraverso un home range di 3-8 ettari, che vengono utilizzate sia per trovare rifugio dai predatori che per evitare il calore. La tana ospita anche una camera nido rivestita con materiali morbidi.
Quasi tutti gli esemplari adulti di più di un anno di età si riproducono una volta all'anno, tra febbraio e giugno nella parte settentrionale dell'areale e tra marzo e settembre in quella meridionale; generalmente la femmina dà alla luce una sola nidiata di 5-14 piccoli (mediamente 8) dopo una gestazione di 30-35 giorni. Il numero dei componenti della nidiata segue un gradiente latitudinale: presso le popolazioni settentrionali dell'Oregon la media dei piccoli è di 9,3, mentre presso quelle meridionali della Bassa California è di 5,8. I giovani emergono dalla tana a 50-60 giorni e vengono svezzati poco dopo. Successivamente, si disperdono lontano dalla loro area natale. Gli adulti conducono un'esistenza solitaria, con gerarchie di dominanza ben stabilite tra vicini di tana. Annusarsi e strofinarsi il muso a vicenda sembra essere la maniera principale per mantenere una rigida gerarchia di dominanza tra vicini. Le aggressioni possono portare a inseguimenti, battiti di denti e a veri e propri scontri fisici. I citelli antilope dalla coda bianca si nutrono soprattutto di vegetazione verde, cactus, yucca e semi vari, ma possono mangiare anche insetti o carogne di vertebrati.
I citelli antilope dalla coda bianca, tra i pochi roditori diurni del deserto, sembrano limitare al minimo le interazioni con i rappresentanti delle altre specie. Le densità di popolazione sono piuttosto basse, ma grazie alle loro dimensioni, relativamente «considerevoli» se paragonate a quelle di altri roditori, costituiscono la maggior parte della biomassa di roditori in molti ecosistemi di deserto. Quando sono allarmati emettono due tipi di richiami: degli striduli e rapidi cinguettii e degli acuti trilli, particolarmente ben udibili in ambiente aperto. Tra i loro predatori figurano volpi, coyote, procionidi, piccoli felidi, rapaci e serpenti.

## Tassonomia
Il citello antilope dalla coda bianca viene classificato come specie indipendente all'interno del genere Ammospermophilus, che comprende quattro specie. La prima descrizione scientifica come Spermophilus harrisii venne effettuata nel 1889 da Clinton Hart Merriam sulla base di individui provenienti dal passo di San Gorgonio, nella contea di Riverside, in California. Successivamente descrisse la specie come Tamias leucurus per differenziarla dal citello antilope di Harris (Ammospermophilus harrisii, allora Tamias harrisii) e la classificò tra i chipmunk (genere Tamias). Essa era già nota con il nome di citello antilope e lo stesso Merriam ne mise in dubbio l'appartenenza al genere Tamias. Nel 1907 la specie venne trasferita da Edgar Alexander Mearns nel genere Ammospermophilus, istituito da Merriam nel 1862.
Ne vengono riconosciute in tutto dieci sottospecie:
- A. l. leucurus Merriam, 1889, la forma nominale, diffusa nella maggior parte delle regioni settentrionali e occidentali dell'areale negli Stati Uniti e nell'estremità settentrionale della Bassa California (Messico);
- A. l. canfieldiae Huey, 1929, diffusa nella parte centrale della Bassa California del Sud. Rispetto alla forma nominale, la pelliccia appare più scura in tutte le aree colorate e l'anello orbitale è più pronunciato;
- A. l. cinamomeus Merriam, 1890, diffusa in Arizona settentrionale, Utah sud-orientale e Colorado occidentale. La pelliccia tende ad una sfumatura cannella-vinato;
- A. l. escalante Hansen, 1955, diffusa nello Utah sud-occidentale. È di colore più rossastro rispetto alla forma nominale. I piedi sono biancastri, caratteristica che condivide solamente con la forma nominale;
- A. l. extimus Nelson e Goldman, 1929, diffusa nella parte meridionale della Bassa California del Sud. Ricorda moltissimo A. l. canfieldiae, ma è più grande e più scura, tendendo al marrone mikado (in regola con la legge dei colori di Ridgway); inoltre, il mantello invernale è più corto, rado e ispido. La coda è più lunga che nella forma nominale;
- A. l. insularis Nelson e Goldman, 1909, endemica di Espíritu Santo, un'isola nel golfo di California. Il colore del dorso e della testa va dal grigio al grigio acciaio. Su entrambi i lati c'è una striscia bianca sui fianchi e il ventre va da bianco-crema a bianco. Il muso e le zampe sono di colore da arancione a ruggine. Pur essendo geneticamente identica alle altre sottospecie, se ne differenzia per l'assenza del terzo molare superiore, tanto da essere talvolta classificata come specie a parte;
- A. l. notom Hansen, 1955, diffusa nello Utah nord-orientale. Si distingue per la combinazione di colore più rosso, assenza di bande bianche e nere sui peli della testa e del dorso e piedi color cannella-roseo pallido;
- A. l. peninsulae J. A. Allen, 1893, diffusa nella Bassa California settentrionale. La pelliccia è più scura, con sfumature più cannella-arancio nelle aree colorate che in A. l. canfieldiae, e l'anello orbitale è meno pronunciato;
- A. l. pennipes A. H. Howell, 1931, diffusa nelle zone occidentali di Colorado e Nuovo Messico. In estate, il colore è più grigio e meno marroncino che in A. l. cinamomeus, ma più vinato che nella forma nominale. In inverno, le parti inferiori sono bianche e il mantello è più grigiastro che in A. l. cinamomeus e più vinato che nella forma nominale. La striscia laterale è bianco crema;
- A. l. tersus Goldman, 1929, diffusa nell'estremità nord-occidentale dell'Arizona. È simile nelle dimensioni alla forma nominale, ma di colore più scuro.

## Conservazione
Il citello antilope dalla coda bianca viene classificato dall'Unione internazionale per la conservazione della natura (IUCN) come «specie a rischio minimo» (Least Concern). Tale status trae giustificazione dall'areale relativamente ampio, dalla presunta grande entità degli effettivi e dal declino relativamente basso delle popolazioni. La densità di popolazione negli Stati Uniti è bassa, da 0,06 esemplari all'ettaro in primavera a 0,35 in autunno, con effettivi che variano notevolmente di anno in anno. Non sono note minacce all'esistenza della specie, ma gli esemplari presenti su alcune isole del golfo di California sono minacciati dai gatti rinselvatichiti.